# Jim Karlsson
Jim Karlsson, född 9 januari 1987 i Luleå, är en svensk före detta professionell ishockeymålvakt. Hans moderklubb är Luleå HF.
Jim debuterade i Elitserien för Luleå HF under en match mot Mora IK, 2 december 2006. Han blev dock utbytt senare under matchen efter att han hade släppt in ett mål.